# Gruta do Bom Jesus
A Gruta do Bom Jesus é uma gruta portuguesa localizada na freguesia de Santa Cruz da Graciosa, concelho de Santa Cruz da Graciosa, ilha Graciosa, arquipélago dos Açores.
Esta cavidade apresenta uma geomorfologia de origem vulcânica em forma de tubo de lava localizado em campo de lava. Apresenta um comprimento de 16,7 m, por uma largura máxima de 5 m, por uma altura também máxima de 2,3 m.
Este pequeno tubo de lava apresenta-se próximo da  Ermida do Bom Jesus dispõe de uma única entrada, entrada esta muito difícil de localizar, por se situar numa zona de antigas curraletas de vinha, quase todas abandonadas. Esta cavidade foi explorada e mencionada pela primeira vez em abril de 1988 pela associação espeleológica “Os Montanheiros”.

## Fauna e flora
Na zona de entrada e no interior da gruta são observáveis as seguintes espécies:
Espécies de flora
- Brachypodium sylvaticum
- Holcus lanatus
- Pittosporum undulatum
- Pteridium aquilinum
- Rubus inermis
- Sonchus oleraceus

Espécie de artrópode
- Blaniulus guttullatus